# Mirall trencat (sèrie de televisió)
Mirall trencat va ser una sèrie de televisió de ficció catalana, dirigida per Orestes Lara i amb guió original de l'escriptor Josep Maria Benet i Jornet, basada en l'obra homònima de Mercè Rodoreda. Es va estrenar l'abril de 2002.
Consta de 13 capítols de 50 minuts i la van produir TVC i Diagonal Televisió, amb la col·laboració de la
Conselleria de Cultura de la Generalitat i la participació de Vía Digital. La música era obra d'Albert Guinovart i fotografia, de Javier Fernández de Valderrama.
El repartiment incloïa Carme Elías, Emma Vilarasau, Irene Montalà, Miguel Sitjar, Abel Folk, Ramon Madaula, Marieta Orozco, Santi Ricart, Núria Hosta, Bruno Bergonzini, Josep Minguell, Ángel Cerdanya, Carles Arquimbau, Imma Colomer, Jaume Montané, Juli Fàbregas, Julieta Serrano, Úrsula Corberó.

## Personatges

### Repartiment principal
- Carme Elias com a Teresa Goday de Valldaura
- Emma Vilarasau com a Armanda
- Irene Montalà com a Sofia Valldaura (Episodi 1; Episodi 3 - Episodi 13)
- Miquel Sitjar com a Eladi Farriols (Episodi 4 - Episodi 11)
- Abel Folk com a Salvador Valldaura (Episodi 2 - Episodi 4)
- Ramon Madaula com a Amadeu Riera (Episodi 2 - Episodi 9; Episodi 11; Episodi 13)
- Marieta Orozco com a Pilar Segura / Maria Farriols (Episodi 1; Episodi 5 - Episodi 6; Episodi 8 - Episodi 11)
- Santi Ricart com a Miquel Masdéu / Jesús Masdéu (Episodi 1 - Episodi 7; Episodi 9; Episodi 11 - Episodi 13)
- Núria Hosta com a Eulàlia (Episodi 2 - Episodi 9)
- Bruno Bergonzini com a Ramon Farriols Valldaura (Episodi 8 - Episodi 11; Episodi 13)

amb la col·laboració de
- Enric Arredondo com a Nicolau Rovira (Episodi 1 - Episodi 2)
- Julieta Serrano com a Adela (Episodi 1 - Episodi 2)

### Repartiment secundari
- Jaume Montané com a Marcel (Episodi 1; Episodi 9 - Episodi 12)
- Mireia Llunell com a Miquela (Episodi 1; Episodi 11 - Episodi 12)
- Josep Minguell com a Josep Fontanills (Episodi 1 - Episodi 3; Episodi 5; Episodi 12 - Episodi 13)
- Imma Colomer com a Felícia (Episodi 1 - Episodi 4)
- Jordi Boixaderas com a Joaquim "Quim" Bergadà (Episodi 2 - Episodi 6; Episodi 8)
- Carles Arquimbau com a Ramon Farriols (Episodi 2; Episodi 4 - Episodi 6)
- Juli Fàbregas com a Lluís Roca (Episodi 4 - Episodi 5; Episodi 8; Episodi 11)
- Àngel Cerdanya com a Doctor Falguera (Episodi 4; Episodi 6 - Episodi 7; Episodi 9)
- Anna Azcona com a Rosa (Episodi 7 - Episodi 10)
- Anna Ycobalzeta com a Marina Riera (Episodi 9 - Episodi 11; Episodi 13)